# (1851) Lacroute
(1851) Lacroute es un asteroide perteneciente al cinturón de asteroides descubierto por Louis Boyer el 9 de noviembre de 1950 desde el observatorio de Argel-Bouzaréah, Argelia.

## Designación y nombre
Lacroute se designó inicialmente como 1950 VA.
Más tarde fue nombrado en honor del astrónomo francés Pierre Lacroute (1906-1993).

## Características orbitales
Lacroute está situado a una distancia media del Sol de 3,103 ua, pudiendo acercarse hasta 2,504 ua. Tiene una inclinación orbital de 1,666° y una excentricidad de 0,193. Emplea 1996 días en completar una órbita alrededor del Sol.